# Al Kufrah
El districte d'Al Kufrah (àrab: شعبية الكفرة, xaʿbiyya al-Kufra) conforma al costat d'altres 21 districtes la divisió administrativa de Líbia. La seva capital és la ciutat d'Al Jawf. La localització d'aquest districte es troba en el sud-est libi.
És l'únic districte de Líbia que posseeix fronteres internacionals amb tres països. Limita al nord-est amb la República Àrab d'Egipte. Limita a l'est amb la República del Sudan, més precisament amb l'Estat del Nord i al sud-est amb l'estat de Darfur del Nord. Limita al sud amb la República del Txad, específicament amb la Regió de Borkou-Ennedi-Tibesti.
Dins de Líbia, comparteix fronteres amb els districtes de Murzuq a l'oest, Al Jufrah al nord-oest i Al Wahat al nord.

## Població i superfície
Les xifres del cens realitzat l'any 2006 estimen que la població d'Al Kufrah està composta per unes 50.104 persones. La densitat poblacional és, per tant, de 0,1 habitants per quilòmetre quadrat, si es considera que la superfície del Districte d'Al Kufrah és de 483.510 quilòmetres quadrats de territori.